# Oyack I
Oyack I est une localité du Cameroun, situé dans la commune de Mbalmayo, le département du Nyong-et-So'o et la région du Centre.

## Population
En 1963, Oyack I comptait 11 habitants, principalement des Bané. Lors du recensement de 2005, on y a dénombré 542 personnes.